# Лісом
Лісом (перс. ليسم) — село в Ірані, у дегестані Чубар, у бахші Ахмадсарґураб, шагрестані Шафт остану Ґілян. За даними перепису 2006 року, його населення становило 82 особи, що проживали у складі 20 сімей.

## Клімат
Середня річна температура становить 14,05 °C, середня максимальна – 27,97 °C, а середня мінімальна – 0,33 °C. Середня річна кількість опадів – 701 мм.
| Клімат поселення                              | Клімат поселення | Клімат поселення | Клімат поселення | Клімат поселення | Клімат поселення | Клімат поселення | Клімат поселення | Клімат поселення | Клімат поселення | Клімат поселення | Клімат поселення | Клімат поселення | Клімат поселення |
| Показник                                      | Січ.             | Лют.             | Бер.             | Квіт.            | Трав.            | Черв.            | Лип.             | Серп.            | Вер.             | Жовт.            | Лист.            | Груд.            |                  |
| Середній максимум, °C                         | 11,64            | 11,71            | 12,43            | 17,26            | 20,56            | 26,38            | 27,97            | 27,86            | 23,21            | 20,45            | 16,85            | 12,27            |                  |
| Середня температура, °C                       | 6,00             | 6,03             | 6,78             | 11,59            | 14,90            | 20,72            | 23,63            | 23,53            | 18,88            | 16,11            | 12,51            | 7,94             |                  |
| Середній мінімум, °C                          | 0,33             | 0,38             | 1,11             | 5,92             | 9,24             | 15,06            | 19,29            | 19,19            | 14,54            | 11,79            | 8,17             | 3,60             |                  |
| Норма опадів, мм                              | 67               | 56               | 72               | 62               | 38               | 21               | 16               | 28               | 60               | 93               | 84               | 104              |                  |
| Середньомісячна швидкість вітру, м/с          | 2.14             | 2.30             | 2.42             | 2.40             | 2.20             | 2.27             | 2.48             | 2.27             | 1.93             | 2.02             | 2.04             | 1.88             |                  |
| Середньомісячна сонячна радіація, кДж/м²·день | 7033             | 9267             | 11419            | 15880            | 19740            | 22352            | 23069            | 19737            | 16090            | 11175            | 8707             | 6768             |                  |
| --------------------------------------------- | ---------------- | ---------------- | ---------------- | ---------------- | ---------------- | ---------------- | ---------------- | ---------------- | ---------------- | ---------------- | ---------------- | ---------------- | ---------------- |
| Джерело:                                      |                  |                  |                  |                  |                  |                  |                  |                  |                  |                  |                  |                  |                  |